# Лафайет (окръг, Мисури)
Вижте пояснителната страница за други значения на Лафайет.
Окръг Лафайет (на английски: Lafayette County) е окръг в щата Мисури, Съединени американски щати. Площта му е 1655 km², а населението - 32 960 души (2000). Административен център е град Лексингтън.